# Publy
Publy é uma comuna francesa na região administrativa de Borgonha-Franco-Condado, no departamento de Jura. Estende-se por uma área de 15,18 km². Em 2010 a comuna tinha 299 habitantes (densidade: 19,7 hab./km²).